# Fred Schneider

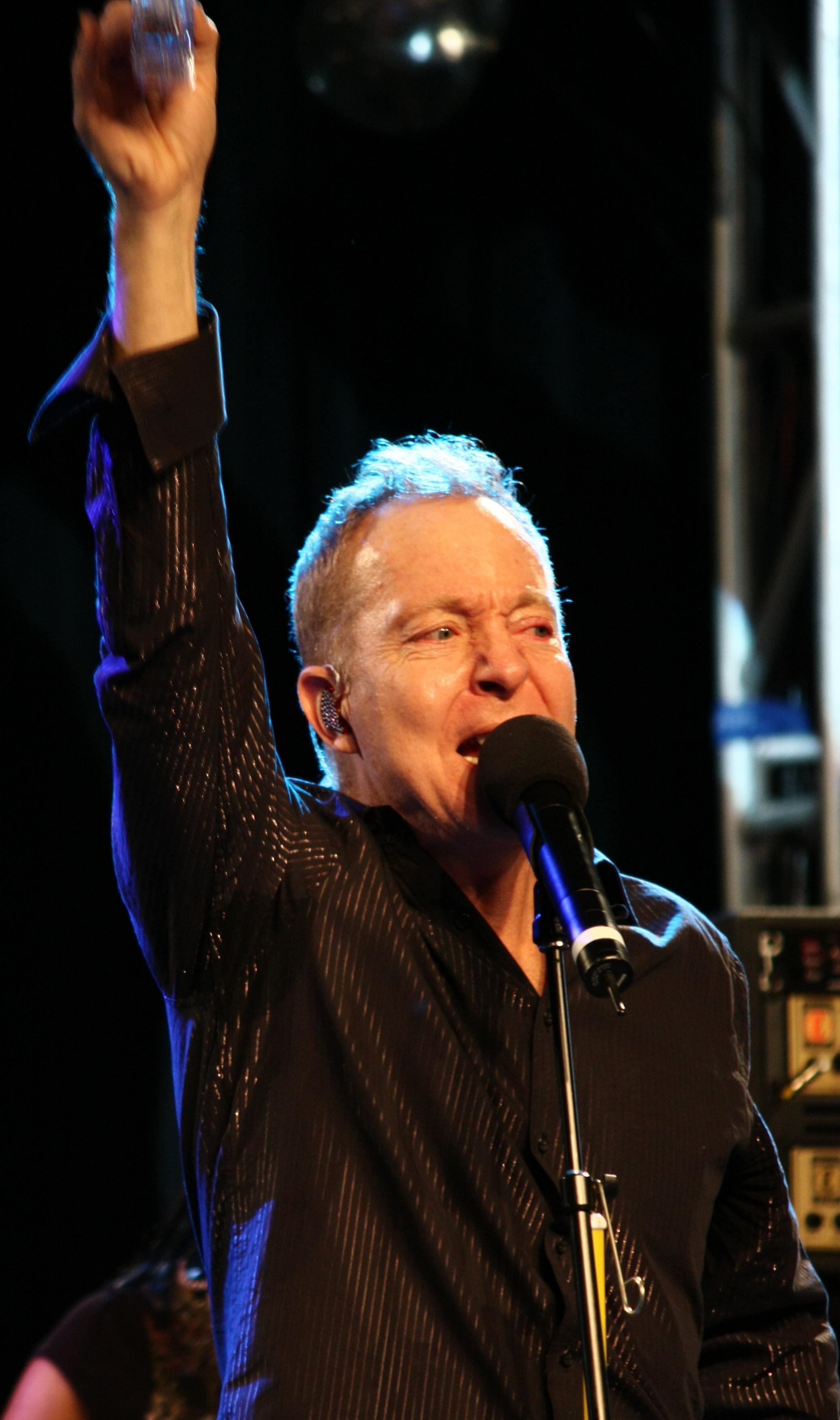
Fred Schneider, 2009

Fred Schneider (* 1. Juli 1951 in Newark, New Jersey) ist ein US-amerikanischer Musiker und Mitglied in der Rockband The B-52’s aus Athens, Georgia. 

## Solokarriere
Neben seiner Musikkarriere in der Band The B-52’s brachte Schneider zwei Solomusikalben heraus:
- Fred Schneider & the Shake Society (1984 und 1991)
- Just Fred (1996), das von Steve Albini produziert wurde

Schneider war Gastsänger beim Lied Hedwig an the Angry Inch (Tributcover von Angry Inch auf dem Album Wig in a Box von Sleater-Kinney) sowie auf dem 1990 erschienenen Album Primal Dream von Richard Barone.
Ferner war er an mehreren Titeln auf Sophie Ellis-Bextors Album Trip the Light Fantastic, am Lied Planet Claire von den Foo Fighters sowie am Eco Rap der Comic-Figur Captain Planet beteiligt.

## Filme
Schneider trat in einigen Filmen auf:
- Trekkies 2 (2004)
- Each Time I Kill (2002)
- Godass (2000)
- Desert Blue (1998, nur Stimme)
- The Rugrats Movie (1998, nur Stimme)
- The Flintstones (1994)
- Hangfire (1991)
- A Matter of Degrees (1990)
- Funny (1989)
- Athens, GA.: Inside/Out (1987)
- One Trick Pony (1980)

## Radio
Schneider war bis Ende 2008 Gastgeber der Sendung Party Out of Bounds, die Freitagnachts von 21 Uhr bis 24 Uhr auf dem Sender Sirius 22 First Wave gesendet wurde.

## Leben
Schneider lebt offen schwul in East Hampton und Chelsea in New York.

## Bibliographie
- Fred Schneider and Other Unrelated Works, 1987, publiziert von Arbor House, New York (rund 96 Seiten), illustriert von Kenny Scharf